# Cerkiew św. Maksyma Gorlickiego w Głogowie
Cerkiew pod wezwaniem św. Maksyma Gorlickiego – prawosławna cerkiew parafialna w Głogowie. Należy do dekanatu Lubin diecezji wrocławsko-szczecińskiej Polskiego Autokefalicznego Kościoła Prawosławnego.
Świątynia znajduje się przy ulicy Bolesława Krzywoustego 2.
Jest to nowa cerkiew wybudowana w latach 2001–2007 na dawnym poniemieckim bunkrze według projektu architekta miejskiego Dariusza Wojtowicza. Ikonostas został wykonany w 2007.
19 maja 2007 arcybiskup Jeremiasz (Anchimiuk), ordynariusz diecezji wrocławsko-szczecińskiej, konsekrował świątynię.
W 2010 we wnętrzu cerkwi została wykonana polichromia, której autorami są rosyjscy artyści Oleg Osetrow i Nikołaj Bierdnikow. Świątynia posiada pięć kopuł; najwyższa z nich wznosi się na 20 m.